# Hyvinge stadsvapen

Hyvinge stadsvapen.

Hyvinge stadsvapen är det heraldiska vapnet för Hyvinge i det finländska landskapet Nyland. Vapnet ritades av Olof Eriksson och Hyvinge köpings fullmäktige godkände vapnet den 2 november 1950. Inrikesministeriet fastställde vapnet den 11 december samma år.
Motivet leder sitt ursprung från textilindustrin i Hyvinge. Staden har också en flagga med samma motiv.

Hyvinge stads flagga.